# Nimbaphrynoides liberiensis
Nimbaphrynoides liberiensis és una espècie d'amfibis de la família Bufonidae endèmica de Libèria. Es troba en perill crític d'extinció a causa de la seva a causa de la pèrdua del seu hàbitat natural.